# Maranoa Region
Maranoa är en region i Australien. Den ligger i delstaten Queensland, omkring 470 kilometer väster om delstatshuvudstaden Brisbane. Antalet invånare är 13 800. Arean är 58 830 kvadratkilometer.
Följande samhällen finns i Maranoa:
- Roma
- Surat
- Yuleba
- Wallumbilla

Omgivningarna runt Maranoa är i huvudsak ett öppet busklandskap. Trakten runt Maranoa är nära nog obefolkad, med mindre än två invånare per kvadratkilometer.  Genomsnittlig årsnederbörd är 619 millimeter. Den regnigaste månaden är februari, med i genomsnitt 111 mm nederbörd, och den torraste är april, med 6 mm nederbörd.